# Morro Velosa

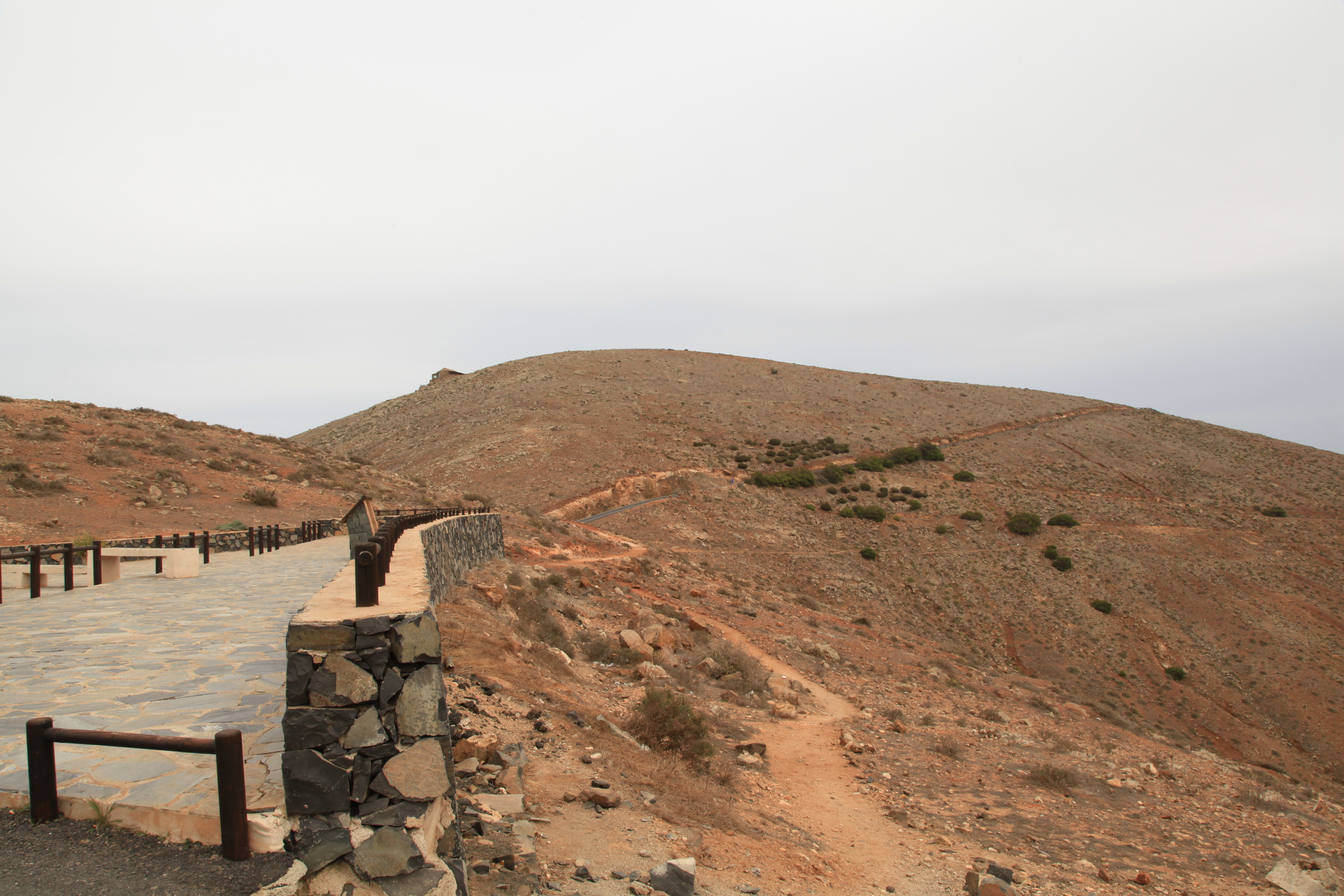
Morro Velosa uitkijkpunt

Morro Velosa is een uitkijkpunt op het Canarisch Eiland Fuerteventura, Spanje. De zogeheten "Mirador Morro Velosa" biedt een panoramisch uitzicht over het noorden van het eiland, waaronder de duinen van Corralejo en de dorpjes Antigua en el Cotillo.
Kunstenaar, beeldhouwer en architect César Manrique ontwierp Morro Velosa, dat bestaat uit een lunchroom, tuinen, geologische informatie over Fuerteventura en een schaalmodel van het vulkanisch eiland. Het Morro Velosa uitzichtpunt, gesitueerd op de berg Tegú met een hoogte van circa 645 meter, ligt tussen het Betancuria Rural Park en Valle de Santa Inés. Ongeveer één kilometer ten noorden bevindt zich een ander uitkijkpunt, genaamd "Mirador de Guise y Ayose", dat uit twee grote standbeelden bestaat van twee voormalig koningen van Fuerteventura (Guise en Ayose).